# Lubango
Lubango (appelé Sá da Bandeira durant la colonisation portugaise) est une ville d'Angola et la capitale de la province de Huila.
Région agricole, son économie est fondée sur l'agriculture, la production de viandes, de céréales, de tabac, de fruits et de légumes.
Cette région très fertile avait attiré 55 familles boers du Transvaal (les Dorslandtrekkers) au début des années 1880. Elles avaient mis en valeur les terres qui leur furent attribués pour utilisation et obtenu la nationalité portugaise. Devant le refus des autorités de leur accorder la propriété des terres, 45 de ces familles étaient reparties vers le Sud-Ouest africain dans la région de Grootfontein.

## Religion
Lubango est le siège d'un archidiocèse catholique.